# Collegio di Bristol East
Bristol East è un collegio elettorale inglese situato nella città di Bristol e rappresentato alla camera dei Comuni del parlamento del Regno Unito. Elegge un membro del parlamento con il sistema maggioritario a turno unico; l'attuale parlamentare è Kerry McCarthy del Partito Laburista, che rappresenta il collegio dal 2005. 

## Estensione

Bristol East dal 2010 al 2024

- 1885-1918: il ward del Municipal Borough di Bristol di South, parte del ward North, e il distretto di St George.
- 1918-1950:  i ward del County Borough di Bristol di St George East e St George West, e parte dei ward di Easton e Somerset.
- 1983-1997: i ward della City di Bristol di Brislington East, Brislington West, Easton, Eastville, Hengrove, Lawrence Hill e Stockwood.
- 1997-2010: i ward della City di Bristol di Brislington East, Brislington West, Easton, Eastville, Lawrence Hill, St George East, St George West e Stockwood.
- 2010-2024: i ward della City di Bristol di Brislington East, Brislington West, Frome Vale, Hillfields, St George East, St George West e Stockwood.
- dal 2024: i ward della City di Bristol di Brislington East; Brislington West; Easton; Knowle; Lawrence Hill; St. George Central; St. George Troopers Hill; St. George West e Stockwood.[1]

Il collegio copre la parte orientale della città di Bristol, dai quartieri del centro cittadino fino a quelli più esterni (esclusi gli insediamenti che circondano la città).

## Membri del parlamento
| Elezione | Elezione            | Deputato              | Partito                |
| -------- | ------------------- | --------------------- | ---------------------- |
|          | 1885                | Handel Cossham        | Liberale               |
| 1890 (S) | Joseph Dodge Weston |                       | Liberale               |
| 1895 (S) | William Wills       |                       | Liberale               |
| 1900     | Charles Hobhouse    |                       | Liberale               |
|          | 1918                | George Bryant Britton | Coalizione Liberale    |
| 1922     | Harold Morris       | Nazionale Liberale    |                        |
|          | 1923                | Walter Baker          | Laburista              |
| 1931     | Stafford Cripps     |                       | Laburista              |
|          | Stafford Cripps     | 1939                  | Indipendente Laburista |
|          | Stafford Cripps     | 1945                  | Laburista              |
|          | 1950                | Collegio abolito      | Collegio abolito       |
|          | 1983                | Collegio ri-istituito | Collegio ri-istituito  |
|          | 1983                | Jonathan Sayeed       | Conservatore           |
|          | 1992                | Jean Corston          | Laburista              |
| 2005     | Kerry McCarthy      |                       | Laburista              |

## Elezioni

### Elezioni negli anni 2020
| Partito                    | Partito                                | Candidato                  | Risultati 4 luglio 2024 | Risultati 4 luglio 2024 |
| Partito                    | Partito                                | Candidato                  | Voti                    | %                       |
| -------------------------- | -------------------------------------- | -------------------------- | ----------------------- | ----------------------- |
|                            | Laburista                              | Kerry McCarthy             | 20 748                  | 45,00                   |
|                            | Verdi                                  | Ani Stafford-Townsend      | 14 142                  | 30,67                   |
|                            | Conservatore                           | Dan Conaghan               | 6 435                   | 13,96                   |
|                            | Lib Dem                                | Tony Sutcliffe             | 2 713                   | 5,88                    |
|                            | Indipendente                           | Farooq Siddique            | 1 259                   | 2,73                    |
|                            | Social Democratico                     | Clare Dunnage              | 555                     | 1,20                    |
|                            | Indipendente                           | Wael Arafat                | 257                     | 0,56                    |
|                            |                                        |                            |                         |                         |
| Iscritti                   | Iscritti                               | Iscritti                   | 75 917                  | 100,00                  |
| ↳ Votanti (% su iscritti)  | ↳ Votanti (% su iscritti)              | ↳ Votanti (% su iscritti)  | 46 109                  | 60,74                   |
| ↳ Astenuti (% su iscritti) | ↳ Astenuti (% su iscritti)             | ↳ Astenuti (% su iscritti) | 29 808                  | 39,26                   |
|                            |                                        |                            |                         |                         |
|                            | Esito: collegio confermato a Laburista |                            |                         |                         |

### Elezioni negli anni 2010
| Partito                    | Partito                                | Candidato                  | Risultati 12 dicembre 2019 | Risultati 12 dicembre 2019 |
| Partito                    | Partito                                | Candidato                  | Voti                       | %                          |
| -------------------------- | -------------------------------------- | -------------------------- | -------------------------- | -------------------------- |
|                            | Laburista                              | Kerry McCarthy             | 27 717                     | 53,14                      |
|                            | Conservatore                           | Sarah Codling              | 16 923                     | 32,45                      |
|                            | Lib Dem                                | Nicholas Coombes           | 3 527                      | 6,76                       |
|                            | Verdi                                  | Conan Connolly             | 2 106                      | 4,04                       |
|                            | Brexit                                 | Tim Page                   | 1 881                      | 3,61                       |
|                            |                                        |                            |                            |                            |
| Iscritti                   | Iscritti                               | Iscritti                   | 73 867                     | 100,00                     |
| ↳ Votanti (% su iscritti)  | ↳ Votanti (% su iscritti)              | ↳ Votanti (% su iscritti)  | 52 154                     | 70,61                      |
| ↳ Astenuti (% su iscritti) | ↳ Astenuti (% su iscritti)             | ↳ Astenuti (% su iscritti) | 21 713                     | 29,39                      |
|                            |                                        |                            |                            |                            |
|                            | Esito: collegio confermato a Laburista |                            |                            |                            |

| Partito                    | Partito                                | Candidato                  | Risultati 8 giugno 2017 | Risultati 8 giugno 2017 |
| Partito                    | Partito                                | Candidato                  | Voti                    | %                       |
| -------------------------- | -------------------------------------- | -------------------------- | ----------------------- | ----------------------- |
|                            | Laburista                              | Kerry McCarthy             | 30 847                  | 60,72                   |
|                            | Conservatore                           | Theodora Clarke            | 17 453                  | 34,36                   |
|                            | Lib Dem                                | Chris Lucas                | 1 389                   | 2,73                    |
|                            | Verdi                                  | Lorraine Francis           | 1 110                   | 2,19                    |
|                            |                                        |                            |                         |                         |
| Iscritti                   | Iscritti                               | Iscritti                   | 72 363                  | 100,00                  |
| ↳ Votanti (% su iscritti)  | ↳ Votanti (% su iscritti)              | ↳ Votanti (% su iscritti)  | 50 799                  | 70,20                   |
| ↳ Astenuti (% su iscritti) | ↳ Astenuti (% su iscritti)             | ↳ Astenuti (% su iscritti) | 21 564                  | 29,80                   |
|                            |                                        |                            |                         |                         |
|                            | Esito: collegio confermato a Laburista |                            |                         |                         |

| Partito                    | Partito                                | Candidato                  | Risultati 7 maggio 2015 | Risultati 7 maggio 2015 |
| Partito                    | Partito                                | Candidato                  | Voti                    | %                       |
| -------------------------- | -------------------------------------- | -------------------------- | ----------------------- | ----------------------- |
|                            | Laburista                              | Kerry McCarthy             | 18 148                  | 39,27                   |
|                            | Conservatore                           | Theodora Clarke            | 14 168                  | 30,66                   |
|                            | UKIP                                   | James McMurray             | 7 152                   | 15,48                   |
|                            | Verdi                                  | Lorraine Francis           | 3 827                   | 8,28                    |
|                            | Lib Dem                                | Abdul Malik                | 2 689                   | 5,82                    |
|                            | TUSC                                   | Matt Gordon                | 229                     | 0,50                    |
|                            |                                        |                            |                         |                         |
| Iscritti                   | Iscritti                               | Iscritti                   | 71 982                  | 100,00                  |
| ↳ Votanti (% su iscritti)  | ↳ Votanti (% su iscritti)              | ↳ Votanti (% su iscritti)  | 46 213                  | 64,20                   |
| ↳ Astenuti (% su iscritti) | ↳ Astenuti (% su iscritti)             | ↳ Astenuti (% su iscritti) | 25 769                  | 35,80                   |
|                            |                                        |                            |                         |                         |
|                            | Esito: collegio confermato a Laburista |                            |                         |                         |

| Partito                    | Partito                                | Candidato                  | Risultati 6 maggio 2010 | Risultati 6 maggio 2010 |
| Partito                    | Partito                                | Candidato                  | Voti                    | %                       |
| -------------------------- | -------------------------------------- | -------------------------- | ----------------------- | ----------------------- |
|                            | Laburista                              | Kerry McCarthy             | 16 471                  | 36,59                   |
|                            | Conservatore                           | Adeela Shafi               | 12 749                  | 28,32                   |
|                            | Lib Dem                                | Mike Popham                | 10 993                  | 24,42                   |
|                            | BNP                                    | Brian Jenkins              | 1 960                   | 4,35                    |
|                            | UKIP                                   | Philip Collins             | 1 510                   | 3,35                    |
|                            | Verdi                                  | Glenn Vowles               | 803                     | 1,78                    |
|                            | Democratici                            | Stephen Wright             | 347                     | 0,77                    |
|                            | TUSC                                   | Rae Lynch                  | 184                     | 0,41                    |
|                            |                                        |                            |                         |                         |
| Iscritti                   | Iscritti                               | Iscritti                   | 69 470                  | 100,00                  |
| ↳ Votanti (% su iscritti)  | ↳ Votanti (% su iscritti)              | ↳ Votanti (% su iscritti)  | 45 017                  | 64,80                   |
| ↳ Astenuti (% su iscritti) | ↳ Astenuti (% su iscritti)             | ↳ Astenuti (% su iscritti) | 24 453                  | 35,20                   |
|                            |                                        |                            |                         |                         |
|                            | Esito: collegio confermato a Laburista |                            |                         |                         |

### Elezioni negli anni 2000
| Partito                    | Partito                                | Candidato                  | Risultati 5 maggio 2005 | Risultati 5 maggio 2005 |
| Partito                    | Partito                                | Candidato                  | Voti                    | %                       |
| -------------------------- | -------------------------------------- | -------------------------- | ----------------------- | ----------------------- |
|                            | Laburista                              | Kerry McCarthy             | 19 152                  | 45,91                   |
|                            | Lib Dem                                | Philip James               | 10 531                  | 25,24                   |
|                            | Conservatore                           | Julia Manning              | 8 787                   | 21,06                   |
|                            | Verdi                                  | Arjuna Krishna-Das         | 1 586                   | 3,80                    |
|                            | UKIP                                   | Jean Smith                 | 1 132                   | 2,71                    |
|                            | Respect                                | Paulette North             | 532                     | 1,28                    |
|                            |                                        |                            |                         |                         |
| Iscritti                   | Iscritti                               | Iscritti                   | 68 058                  | 100,00                  |
| ↳ Votanti (% su iscritti)  | ↳ Votanti (% su iscritti)              | ↳ Votanti (% su iscritti)  | 41 720                  | 61,30                   |
| ↳ Astenuti (% su iscritti) | ↳ Astenuti (% su iscritti)             | ↳ Astenuti (% su iscritti) | 26 338                  | 38,70                   |
|                            |                                        |                            |                         |                         |
|                            | Esito: collegio confermato a Laburista |                            |                         |                         |

| Partito                    | Partito                                | Candidato                  | Risultati 7 giugno 2001 | Risultati 7 giugno 2001 |
| Partito                    | Partito                                | Candidato                  | Voti                    | %                       |
| -------------------------- | -------------------------------------- | -------------------------- | ----------------------- | ----------------------- |
|                            | Laburista                              | Jean Corston               | 22 180                  | 54,99                   |
|                            | Conservatore                           | Jack Lopresti              | 8 788                   | 21,79                   |
|                            | Lib Dem                                | Brian Niblett              | 6 915                   | 17,14                   |
|                            | Verdi                                  | Geoff Collard              | 1 110                   | 2,75                    |
|                            | UKIP                                   | Roger Marsh                | 572                     | 1,42                    |
|                            | Laburista Socialista                   | Michael Langley            | 438                     | 1,09                    |
|                            | Alleanza Socialista                    | Andrew Pryor               | 331                     | 0,82                    |
|                            |                                        |                            |                         |                         |
| Iscritti                   | Iscritti                               | Iscritti                   | 70 268                  | 100,00                  |
| ↳ Votanti (% su iscritti)  | ↳ Votanti (% su iscritti)              | ↳ Votanti (% su iscritti)  | 40 334                  | 57,40                   |
| ↳ Astenuti (% su iscritti) | ↳ Astenuti (% su iscritti)             | ↳ Astenuti (% su iscritti) | 29 934                  | 42,60                   |
|                            |                                        |                            |                         |                         |
|                            | Esito: collegio confermato a Laburista |                            |                         |                         |

## Risultati dei referendum

### Referendum sulla permanenza del Regno Unito nell'Unione europea del 2016
|             | Collegio     | Lasciare UE % | Rimanere in UE % |
| ----------- | ------------ | ------------- | ---------------- |
|             | Bristol East | 46,8%         | 53,2%            |
|             | Inghilterra  | 53,3%         | 46,7%            |
| Regno Unito | 51,9%        | 48,1%         |                  |